# Palazzo Portinari-Salviati
A Palazzo Portinari-Salviati Firenzében található, a Via del Corso utcában. A hagyomány úgy tartja, hogy itt állt a Portinarik háza, akiknek a családjából Dante Alighieri szerelme, Beatrice is származott és állítólag ebben a házban töltötte gyerekkorát az első firenzei nagyherceg, Cosimo is, az 1500-as években. A palotában ma bankfiók működik.
Az épület udvari falán 1580-ban készült freskók láthatóak, amelyek az Odüsszeiából vett jeleneteket ábrázolnak, alkotójuk Alessandro Allori. A bejárattal szemben egy trónoló Madonna látható, ez a kép még a 14. századból való.